# Coracina abbotti
Coracina abbotti é uma espécie de ave da família Campephagidae.
É endémica da Indonésia.
Os seus habitats naturais são: regiões subtropicais ou tropicais húmidas de alta altitude.